# Libkova Voda
Libkova Voda är en ort i Tjeckien.   Den ligger i regionen Vysočina, i den centrala delen av landet, 100 km sydost om huvudstaden Prag. Libkova Voda ligger 591 meter över havet och antalet invånare är 204.
Terrängen runt Libkova Voda är platt, och sluttar norrut. Runt Libkova Voda är det ganska tätbefolkat, med 65 invånare per kvadratkilometer. Närmaste större samhälle är Pelhřimov, 6,5 km norr om Libkova Voda. Omgivningarna runt Libkova Voda är en mosaik av jordbruksmark och naturlig växtlighet.